# Arndt Kohn
Arndt Kohn (ur. 3 września 1980 w Stolbergu) – niemiecki polityk, działacz Socjaldemokratycznej Partii Niemiec (SPD), deputowany do Parlamentu Europejskiego VIII kadencji.

## Życiorys
Z wykształcenia finansista, zatrudniony w sektorze bankowym. Zaangażował się w działalność polityczną w ramach Socjaldemokratycznej Partii Niemiec. Z ramienia tego ugrupowania został wybrany na radnego swojej rodzinnej miejscowości.
W wyborach europejskich w 2014 kandydował do PE na liście zastępców poselskich SPD. Mandat eurodeputowanego VIII kadencji objął w lutym 2017, zastępując Martina Schulza. W Europarlamencie dołączył do frakcji Postępowego Sojuszu Socjalistów i Demokratów.